# Afobakadam
De Afobakadam is een stuwdam met een opstaande stuwmuur in de Surinamerivier. De dam bevindt zich in de buurt van Afobaka in Brokopondo in Suriname. Het primaire doel is de opwekking van elektriciteit vanuit een waterkrachtcentrale van 180 megawatt.
In 1958 verkreeg de Suriname Aluminum Company (Suralco), een dochteronderneming van het Amerikaanse bedrijf Alcoa, toestemming om de dam te bouwen ten gunste van een aluminiumsmelterij. De bouw begon in 1961 en werd in 1964 voltooid. In 1965 werd de dam in gebruik genomen, hoewel het nog tot 1971 duurde voordat het Brokopondostuwmeer volledig was gevuld. Decennialang kwamen er verontreinigende gassen uit het meer.
Rond 75% van de opgewekte energie werd gebruikt voor de productie van aluminium; de rest wordt verbruikt in Paramaribo.
In de buurt van de dam bevindt zich de Afobaka Airstrip met een verbinding naar Zorg en Hoop Airport in Paramaribo.